# قائمة زملاء الجمعية الملكية المنتخبين في 1709
هذه الصفحة تعرض قائمة زملاء الجمعية الملكية المُنتخبين لعام 1709.

## الزملاء
- Henry Newton (diplomat) [الإنجليزية]‏
- Lorenzo Magalotti [الإنجليزية]‏
- Samuel Tufnell [الإنجليزية]‏